# Kritsada Kaman
Kritsada Kaman (en tailandés: กฤษดา กาแมน, Trat, Tailandia; 18 de marzo de 1999) es un futbolista de Tailandia que juega en las posiciones de centrocampista y defensa central con el BG Pathum United desde el año 2024.

## Carrera

### Club
| Periodo   | Club                    |
| --------- | ----------------------- |
| 2015–2023 | Chonburi FC             |
| 2015–2016 | → Phanthong FC (cedido) |
| 2024–     | BG Pathum United        |

### Selección nacional
Ha estado en el proceso de selecciones nacionales de Tailandia desde la categoría sub-20 y jugó en los Juegos del Sudeste Asiático de 2019. En noviembre de 2021 Kaman fue convocado por el entrenador Alexandré Pölking en la lista de 30 jugadores para el Campeonato de la AFF 2020 en Singapur. Debutó con Tailandia el 5 de diciembre de 2021 como defensa central en los 90 minutos en la victoria por 2–0 sobre Timor Oriental en la fase de grupos.

## Logros

### Club
- Thai League Cup: 2023–24

### Selección nacional
- AFF Championship: 2020, 2022
- AFF U-19 Youth Championship: 2017

### Individual
- Mejor jugador joven por la FA Thailand: 2021–22
- Equipo Ideal del Campeonato de la ASEAN: 2020, 2022
- Equipo Ideal del ASEAN Club Championship: 2024–25[6]